# 静岡市清水文化会館
静岡市清水文化会館（しずおかししみずぶんかかいかん）は、静岡県静岡市清水区にあるホール。愛称は、一般公募によって決定した「マリナート」。

## 概要
老朽化が進み、2012年7月16日に閉館した静岡市清水文化センター（清水市時代は清水市民会館（1966年～）⇒清水市民文化会館（1978年～））に代わる施設として建設され、2012年8月1日オープン。清水駅と長い連絡通路によって直結しており、利便性を確保してある。
建築は、大成・鈴与建設共同企業体。2015年に、日本建設業連合会主催の第56回BCS賞を受賞している。
国鉄清水港線の廃止と清水駅の貨物取扱廃止によって遊休地となり、清水市に売却された清水駅の操車場の跡地に立地している。